# شهروندی الکترونیک استونی

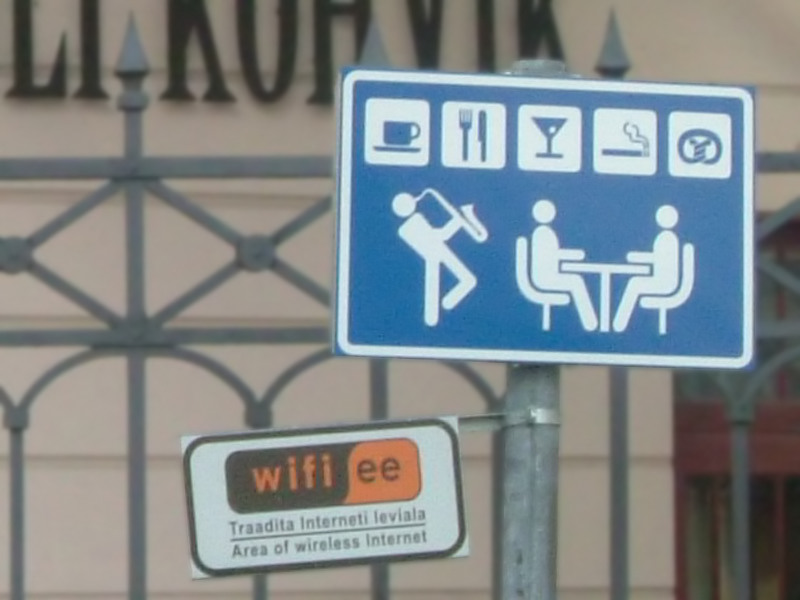
نمایی از تابلوی نقطهٔ دسترسی به اینترنت بی‌سیم (وای‌فای) در تارتو، استونی - ۲۰۰۶. این اقدام در راستای دولت ِ الکترونیک ایجادشده‌است.

ای-استونی یا شهروندی الکترونیک استونی جنبشی است که توسط دولت استونی برای تسهیل فعالیت‌های اقامتی شهروندان یا همان دولت الکترونیک ایجادشده‌است. در این طرح تعامل شهروندان با دولت از راه‌های الکترونیکی خواهد بود و این طرح انتخابات الکترونیکی، مالیات الکترونیکی، بانکداری الکترونیکی، کسب و کار الکترونیکی، مدرسه الکترونیکی، بلیت، دانشگاه و آکادمی‌های دولتی الکترونیکی را در برمی‌گیرد. همهٔ این خدمات، از راه برنامه موبایل نیز در دسترس مردم قرار دارد.

## تاریخچه
در سال ۱۹۹۱ استونی از اتحاد جماهیر شوروی مستقل شد در آن زمان تنها راه‌های اندکی از فناوری به استونی راه یافته بود و آن نیز به دسترسی تنها نیمی از مردم کشور به خطوط تلفن یا تلفن مخفی باغ نخست وزیر خلاصه می‌شد. تلفن مخفی باغ نخست وزیر نیز تنها با فنلاند در ارتباط بود. اما پس از استقلال اولین نخست وزیر استونی، مارت لار تلاش بسیاری جهت پایه‌گذاری کشور بر پایه تکنولوژی‌های نوین و مطابق با عصر دیجیتال داشت.
اصلاحات دیجیتال در استونی تاکنون دنبال شده است. در اوایل دوره اصلاحات استونی پیشنهاد تلفن‌های رایگان و آنالوگ فنلاند را نپذیرفت تا بالاخره خودش توانست تلفن‌های دیجیتال تولید کند. در سال ۱۹۹۸ توانست همه مدارس کشور را به اینترنت وصل کرده و در سال ۲۰۰۰ دولت دسترسی به اینترنت را یک حق انسانی دانست که همین باعث گسترش آن حتی به مناطق روستایی شد.
چنین تغییراتی اجازه داد که اعضای دو بخش خصوصی و دولتی بیشتر به استفاده از فناوری‌های نوین اقبال نشان داده و تماس‌های اینترنتی همچون اسکایپ نیز حاصل این اصلاحات بود که به نمونه‌ای موفق در دنیا تبدیل شد.

## شهروندی و اقامت الکترونیک
در اواخر سال ۲۰۱۴ استونی اولین کشوری بود که شهروندی الکترونیکی و اقامت الکترونیک را به مردم خارج از کشور ارائه داد. دولت استونی با شعار «پیش به‌سوی ایده یک کشور بدون مرز» این طرح را تاکنون ادامه داده و حتی شهروندان دیگر کشورها نیز می‌توانند برای این اقامت و کارت‌شناسایی اقدام کنند. آنگلا مرکل، صدراعظم آلمان نیز از جمله کسانی است که دارای این شهروندی است.